# Лерман, Драгутин
Драгутин Лерман (хорв. Dragutin Lerman; 24 августа 1863, Пожега — 12 июля 1918, Крешево) — исследователь тропической Африки, хорват по национальности.

## Биография
Работал коммивояжёром в Будапеште, затем в других городах Австрии. В 1882 году присоединился к экспедиции Генри Мортона Стенли в тропическую Африку, затем оставался в Конго до 1885 года. Вернувшись в Европу, он вошёл в доверие к королю Бельгии Леопольду II, которому принадлежало Бельгийское Конго («Свободное государство Конго») на правах личной собственности. После этого ещё дважды путешествовал в Бельгийское Конго — в 1888—1891 годах и в 1891—1894 годах. В его третье посещение Конго Лерман возглавил экспедицию вдоль реки Кванго, а также исследовал реку Куилу. Открытые им водопады на Киулу он назвал водопадами Зринских (в честь хорватской династии Зринских). В 1895 году в четвёртый и последний раз отправился в Конго, где был назначен губернатором провинции Восточное Кванго, но в 1896 году по состоянию здоровья вышел в отставку, вернулся в Европу и поселился в Пожеге, откуда позже переехал в Крешево, ныне Босния и Герцеговина.
Лерман привёз домой из Конго большое собрание, 493 предмета, которую он подарил Этнографическому музею в Загребе, где собрание до сих пор экспонируется.
Во время своих путешествий Лерман вёл дневник, который позже был опубликован в виде двух книг. Первая, Dnevnik iz Afrike, была издана в Пожеге его другом Юлие Кемпфом, которого Лерман регулярно информировал о ходе экспедиций. Вторая часть, под названием Novi dnevnik iz Afrike, была издана в 1894 году. Эти книги вдохновили ещё двух хорватов, Мирко и Стево Селяна, на путешествия в Африку и Южную Америку в начале XX века в качестве картографов.